# Ernst Brinkmann KG

Firmen-Logo (1992)

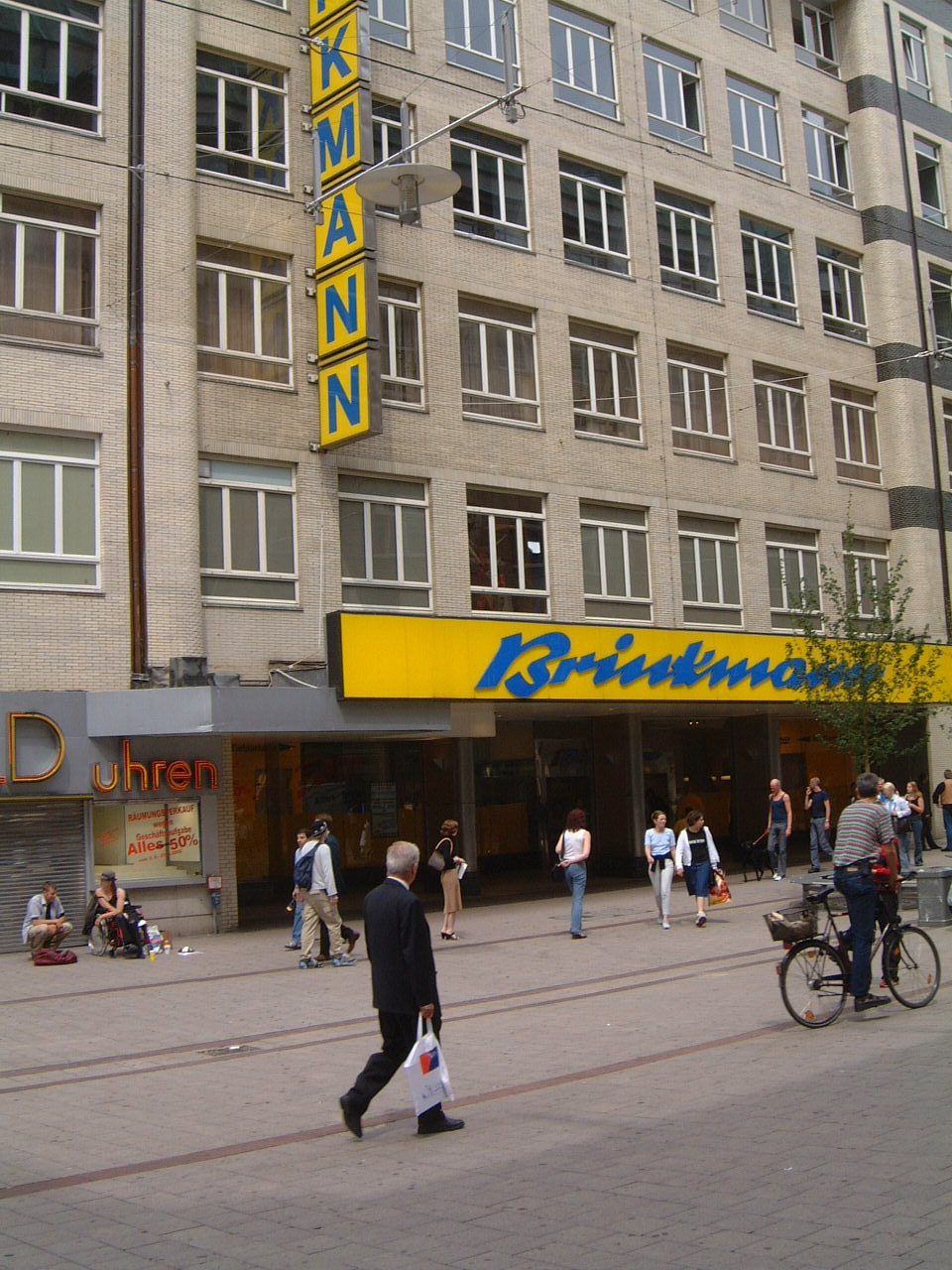
Hauptgeschäft in der Spitalerstraße nach der Schließung (2002)

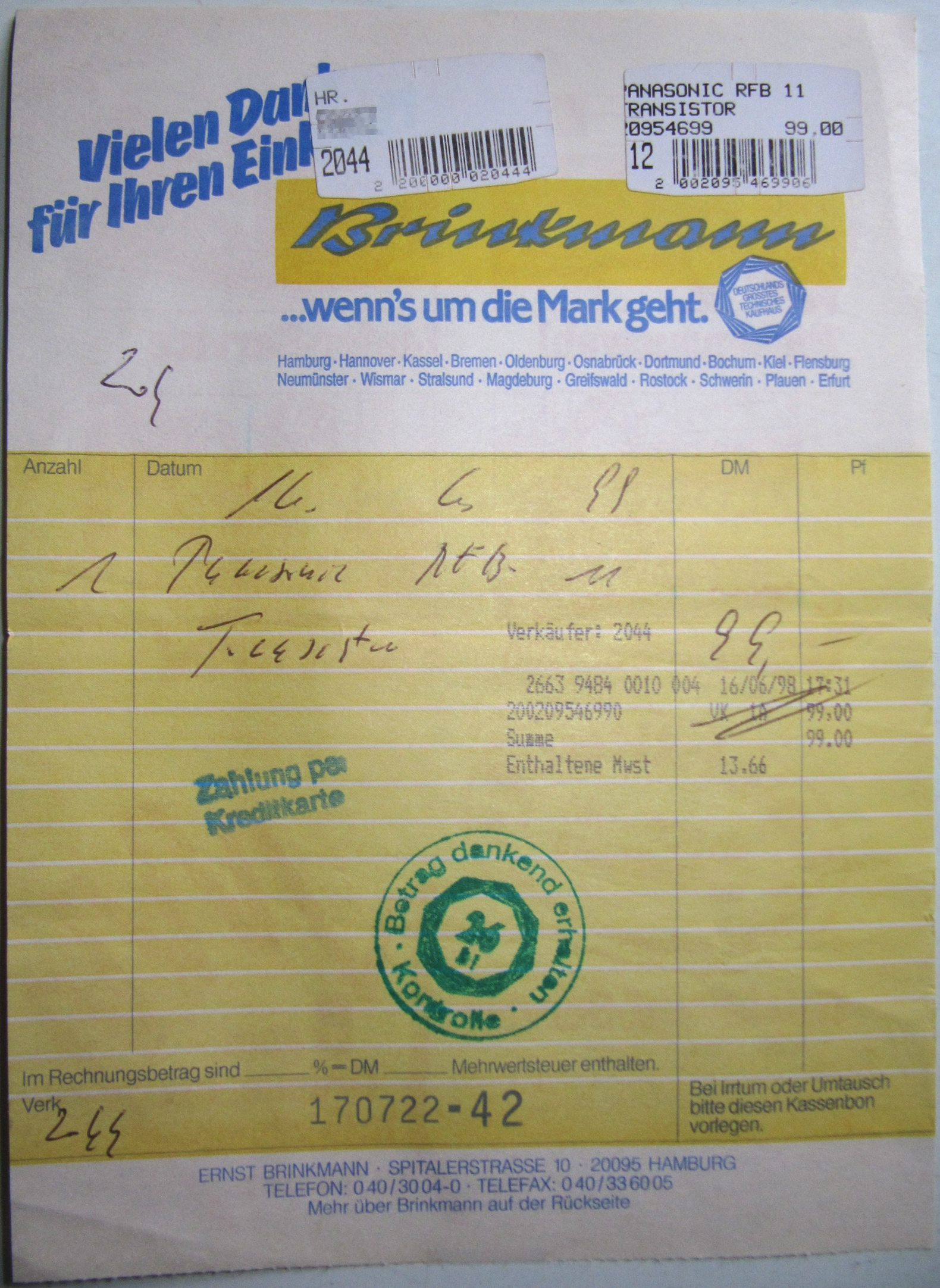
Typische Quittung für ein Transistorradio (1998)

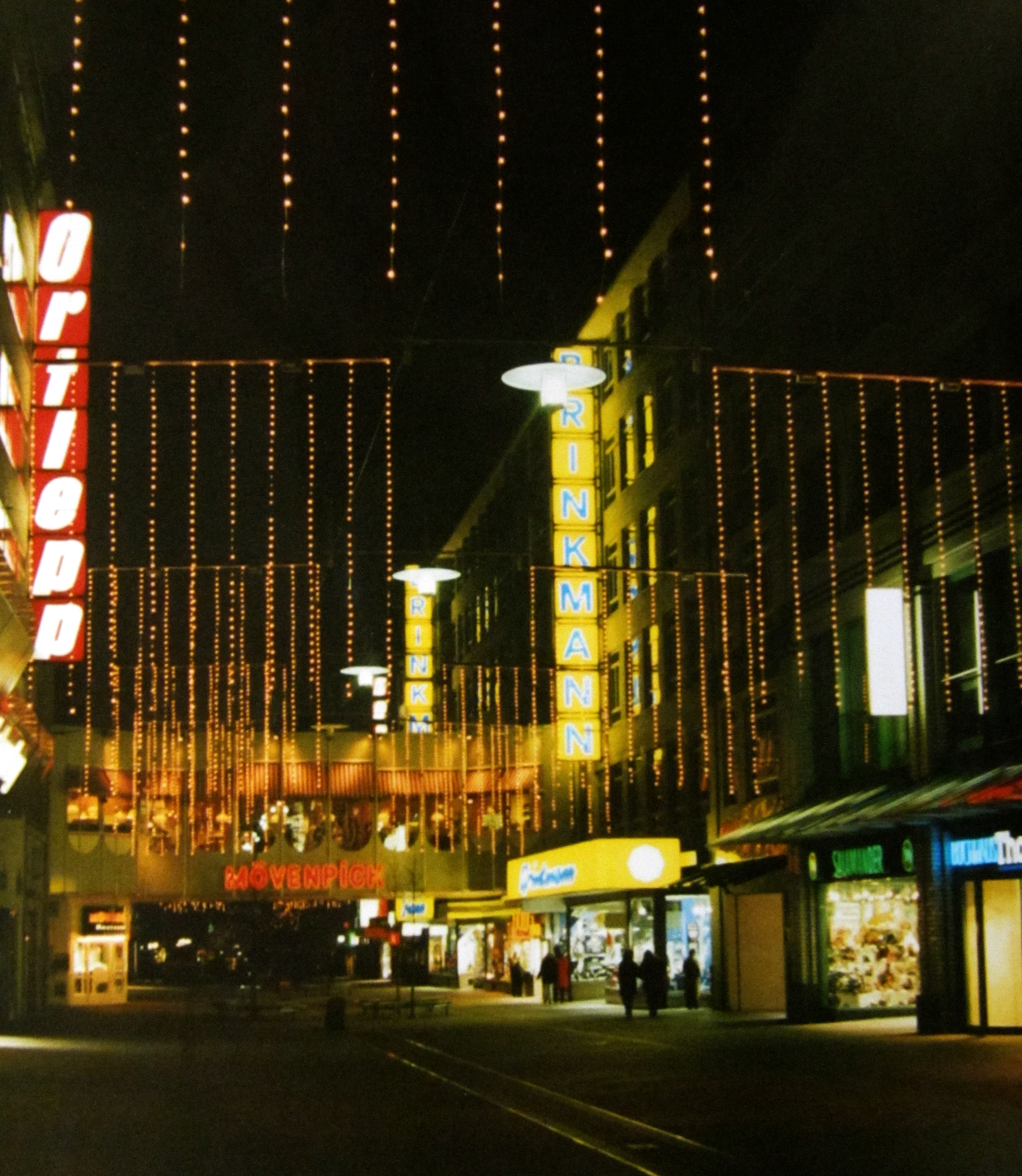
Haupteingang von Brinkmann in der Spitalerstraße (November 1992)

Die Ernst Brinkmann KG war der Betreiber einer deutschlandweiten Kette mit mehr als vierzig Technikkaufhäusern und über 4000 Beschäftigten. Im Jahr 2001 meldete das Unternehmen Insolvenz an.

## Geschichte, Mitarbeiter und Standorte
Die Gründung des Unternehmens erfolgte 1929 in Harburg durch Ernst Brinkmann, einen Werkzeughändler. Im Ladengeschäft an der Wilstorfer Straße und in der zwei Jahre später eröffneten Filiale in Kiel wurden Fahrräder, Elektroartikel und Radios verkauft. Nach der Ausbombung der beiden Läden wurde der Hauptsitz nach dem Krieg an die Spitalerstraße in Hamburg verlegt.
Hier entstand im Laufe der Jahre ein technisches Kaufhaus mit einem breiten Sortiment, das neben Elektrogeräten, Unterhaltungselektronik, optischen Geräten und Apparaten, PCs, deren Komponenten und Software, Spielwaren, Musikinstrumente auch Haushaltsgeräte und Porzellan umfasste.
1966 wurde in Hannover, Georgstraße 10, das bisherige Kaufhaus „W.O.P. Oberkamp“ übernommen.
Brinkmann bot auch Artikel als Handelsmarke an, so entsprach beispielsweise der Staubsauger „Brinkmann topline 1600 Watt“ dem Modell „EIO 80“.
Im Jahr 1986 übernahm Robert Meyer, der Enkel des Gründers, die Geschäftsführung. Er begann mit dem Aufbau weiterer Filialen, unter anderem der Handelsgesellschaft „H.O.T. - House of Technic“, das schließlich mit vier Filialen zur Brinkmann-Gruppe gehörte. Ein weiteres Tochterunternehmen war das Lübecker „Kaufhaus Warter“. Ab 1992 wurde zusätzlich ein Versandhandel aufgebaut.
Das Unternehmen hatte zuletzt Kaufhäuser in den Städten Hamburg, Hannover, Bremen und vielen weiteren nord- und ostdeutschen Städten. Ab Mitte der 1990er Jahre dehnte man sich auch auf das Gebiet der ehemaligen DDR aus und eröffnete eine Filiale in Wismar. Der südlichste Ableger wurde in Plauen/Vogtland eröffnet.

## Besonderheiten
Bis zur endgültigen Schließung 2002 hatte sich ein mehrstufiges und für Brinkmann typisches Privatkundenverkaufsverfahren etabliert: Wollte man einen Artikel erstehen, wandte man sich an einen Verkäufer, dieser zog von der Ware einen Artikelaufkleber ab und klebte ihn auf die Seite eines gelben Quittungsblocks. Zusätzlich klebte er links daneben seinen Personalaufkleber, der zur Abrechnung der anteiligen Mitarbeiterprovision für jeden verkauften Artikel diente. Handschriftlich wurde nochmals die Ware bezeichnet. Mit diesem Beleg ging man zu einer der Kassen, die mit einem Kassenabdruck per Nadeldrucker den Kauf verifizierte. Danach ging man zur Warenausgabe, wo einem das Produkt überreicht und der Quittungsbeleg mit einem grünen, runden Stempel versehen wurde (siehe Foto mit einem Beispiel aus dem Jahr 1998).

## Insolvenz und Abwicklung
Für das Jahr 2000 bestand die Gruppe aus 46 Einzelunternehmen mit 4500 Beschäftigten, die bei einem Umsatz von 2 Milliarden DM einen Verlust von 30 Millionen DM erwirtschafteten.
Das 1929 gegründete Unternehmen meldete 2001 Insolvenz an. Grund war, dass die Erträge der Firmengruppe negativ geworden waren und das Eigenkapital aufgezehrt hatten. Ein Sanierungskonzept, das die Hausbank Dresdner Bank mit den Lieferanten und Kreditversicherern erarbeitet hatte, scheiterte, weil nicht alle Eigentümer mit den anstehenden Kapitalerhöhungen einverstanden waren.
Als letzte Filiale schloss 2002 das ehemalige Hamburger Stammhaus in der Spitalerstraße, das nach der Insolvenz von einigen Mitgliedern der Geschäftsführung übernommen und als Brinkmann GmbH weitergeführt worden war.
An der Stelle der ursprünglichen ersten Filiale in der Wilstorfer Straße in Hamburg-Harburg befand sich bis 2021 weiterhin ein Fahrrad- und Spielwarengeschäft, das unter dem Namen „Ernst Brinkmann“ firmierte, allerdings wirtschaftlich mit der ehemaligen KG nicht mehr verbunden war.